# Robert Devereux, 3:e earl av Essex

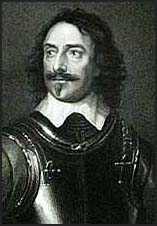
Robert Devereux, 3:e earl av Essex.

Robert Devereux, 3:e earl av Essex, född den 11 januari 1591, död den 14 september 1646, var en engelsk adelsman och militär, son till Robert Devereux, 2:e earl av Essex och dennes hustru Frances Walsingham.
Essex kom för faderns skull i stor gunst hos Jakob I, som 1606 för gossen arrangerade ett giftermål med en rik arvtagerska, Frances Howard. Efter en
skandalös skilsmässoprocess blev detta äktenskap emellertid 1613 förklarat ogiltigt, varpå hustrun äktade Jakobs skotske gunstling Robert Carr. Essex deltog 1620-21 i den engelska hjälpsändningen till kurfursten av Pfalz och var 1625 viceamiral för en flotta, som gjorde ett misslyckat försök att intaga Cádiz. 
Han ogillade Karl I:s politik mot parlamentet, men sökte i det längsta visa kungen lojal hörsamhet. I "långa parlamentet" trädde han i förbindelse med den puritanska oppositionens ledare och inkallades, då Karl 1641 för en tid slog in på en försonligare politik, i rådet samt utnämndes till lordkammarherre och fick ett högt militärbefäl. 
Sommaren 1642 trädde han emellertid, tillbakastött genom kungens opålitlighet, helt över på parlamentets sida och övertog i september samma år högsta befälet över dess armé. Som parlamentets fältherre visade han sig väl personligen tapper och pålitlig, men ägde blott föga militär erfarenhet och ingen förmåga till egna initiativ samt lyckades ej göra sig åtlydd av sina underbefälhavare. 
Redan 1642 vann han emellertid en framgång vid Edgehill, intog 1643 Reading och undsatte Gloucester, men lyckades sedan endast med nöd slå sig igenom vid Newbury (20 september samma år) och företog 1644 ett strategiskt oklokt tåg till Cornwall, som slöt (1 september) med kapitulationen vid Lostwithiel. Essex undkom själv men nedlade kort därefter, missnöjd med Cromwells planer, sitt befäl.